# They're Only Chasing Safety
They're Only Chasing Safety (en español: Ellos Sólo Persiguen Seguridad) es el cuarto álbum producido por la banda Underoath. El álbum fue lanzado el 15 de junio de 2004, bajo Solid State Records. El 4 de octubre de 2005, el álbum fue relanzado con 4 temas más, un DVD y un nuevo cover hecho por Jacob Bannon de la banda Converge. El LP está compuesto y casi totalmente escrito por el baterista Aaron Gillespie y editado por Spencer Chamberlain en las letras de un par de temas. Aaron siendo el único miembro original de la agrupación es quien renueva el estilo y sonoridad junto a Tim McTague, dejando claro que no volverían a tocar temas antiguos. Debido al recambio en sus miembros, sonido y estilo, los fanes denominan hasta entonces los tiempos del Old Underoath. 
Con este disco, la banda se deshace de cualquiera influencia del metal extremo presente en los discos anteriores, aspirando a un sonido más melódico y ligero. Además, y por lo mismo, su base de fanes cambió radicalmente.

## Listado de canciones
- Todas las letras por Aaron Gillespie
- Toda la composición por Underoath

| N.º   | Título                                                                    | Duración |  |
| 1.    | «Young and Aspiring»                                                      | 3:04     |  |
| 2.    | «A Boy Brushed Red Living in Black and White»                             | 4:28     |  |
| 3.    | «The Impact of Reason»                                                    | 3:23     |  |
| 4.    | «Reinventing Your Exit»                                                   | 4:22     |  |
| 5.    | «The Blue Note»                                                           | 0:51     |  |
| 6.    | «It's Dangerous Business Walking out Your Front Door»                     | 3:58     |  |
| 7.    | «Down, Set, Go»                                                           | 3:44     |  |
| 8.    | «I Don't Feel Very Receptive Today»                                       | 3:42     |  |
| 9.    | «I'm Content with Losing»                                                 | 3:55     |  |
| 10.   | «Some Will Seek Forgiveness, Others Escape» (con Aaron Marsh de Copeland) | 4:21     |  |
| 35:50 |                                                                           |          |  |

| Special Edition bonus tracks | |          |  |
| N.º                          | Título | Duración |  |
| 11.                          | «I've Got Ten Friends and a Crowbar That Says You Ain't Gonna Do Jack» (bonustrack en edición vinilo japonesa.) | 5:06     |  |
| 12.                          | «The 80's Song»                                                                                                 | 3:59     |  |
| 13.                          | «You're So Intricate»                                                                                           | 3:54     |  |
| 14.                          | «SmicTague» | 3:29     |  |
| 52:18                        | |          |  |

## Personal
Underoath
- Aaron Gillespie – batería, voces.
- Spencer Chamberlain – voces, guitarra adicional.
- Timothy McTague – guitarra principal, coros.
- James Smith – guitarra rítmica.
- Grant Brandell – bajo.
- Christopher Dudley – teclados, sintetizador, samplers, programación, percusión.

Personal adicional
- Aaron Marsh - vocalista en Some Will Seek Forgiveness, Others Escape.
- Producido y dirigido por James Paul Wisner y Wisner Productions.
- Mezclado por J.R. McNeely y Compound Studios .
- Masterizado por Troy Glessner y Spectre Studios.
- Vocalistas adicionales y programado por Matt Goldman.
- Kris McCaddon - Fotógrafo de cover original.
- Canciones 11-14 de la edición Especial, producidas, mezcladas y grabadas por Matt Goldman.
- Jacob Bannon - Diseñador de Cover de Edición Especial.
- Todas las canciones fueron escritas por Underoath.